# Тантал (митологија)
Тантал (грч. Τάνταλος) је био син Зевса, владар области Лидије, краљ града Сипила на малоазијској обали Егејског мора. Уживао је у заштити свога оца који је улагао напора да размажени Тантал живи свој живот у срећи и богатству лишен сваке бриге овог света. Често је посећивао Олимп и уживао у богатим гозбама међу боговима. Због таквог живота је себе почео сматрати натчовеком и постао је обестан, охол, уображен и сујетан и почео је себе да сматра равноправним са осталим боговима. Тајне богова које би чуо на Олимпу би преносио смртном свету, кришом би доносио нектар и амброзију и делио је пријатељима. Делио би смртницима пиће и храну који би их чинили бесмртнима. Игнорисао је Зевсове опомене.
Да би тестирао божанство богова са Олимпа и да би тестирао њихово свезнање, Тантал је починио страшан злочин – убио је свог сина Пелопа, исекао његово тело и послужио га на гозби боговима са Олимпа да би видео да ли ће богови то приметити.
Богови су, уочивши злочин, поново оживели Пелопа, а Тантала за своје злочине сурово казнили. Био је осуђен на троструке муке: да буде вечно гладан, да буде вечно жедан и да буде у вечном страху. Зевс је Тантала бацио у подземни свет Хад, у Тартар, најдубљи део подземља и осудио га да стоји у бистрој води до врата, а сваки пут када би Тантал покушао да је пије, вода би се повлачила. Над главом су му висиле гране пуне најлепших плодова воћа, али сваки пут када би он покушао да их убере оне би се подизале. Над главом му је стално висила огромна стена, претећи да се сурва на њега због чега се он вечно бојао.
Постоји још једна прича о Танталовим неделима – Пандареј му даде златног пса кога је украо из Зевсовог храма да му га сачува. И кад Зевс од Тантала затражи да му га врати, Тантал се закле светом заклетвом да пса никада није видео. Зевс га је казнио и сахранио испод брда Сипила, где се могао видети његов гроб, а град Танталида пропадне разорен земљотресом. Тантал је за своје преступе испаштао казну у Хаду.
Тантал је преко свог сина Пелопа родоначелник Атрејеве куће која је добила име по његовом унуку Атреју, а био је и прадеда Агамемнону и Менелају.

## Танталове муке или тантализам
Из грчког мита о Танталу је проистекао израз "Танталове муке" или "тантализам" чиме се описује фрустрација особе којој је циљ надохват руке али ипак стално измиче.